# Castelo de Ussé

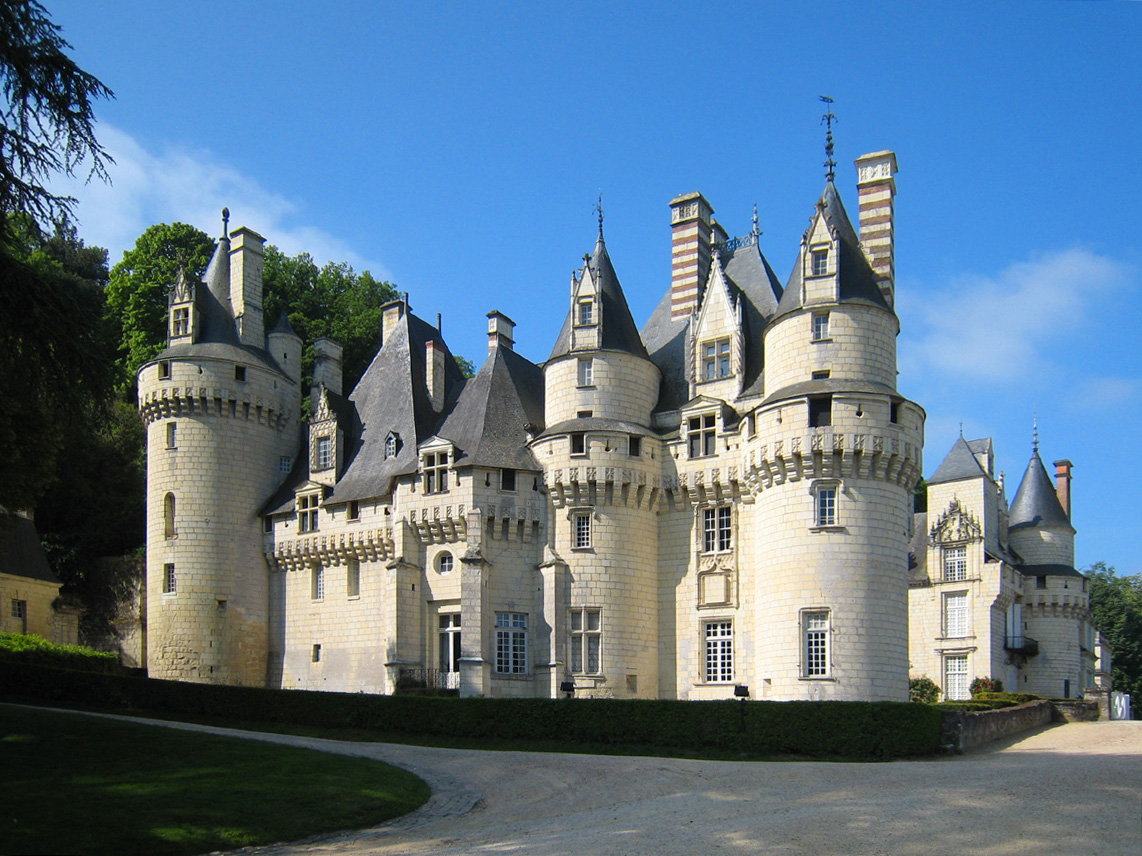
Vista parcial do Castelo de Ussé, França.

O Castelo de Ussé (em francês, "Château d'Ussé") é um palácio do Loire situado na comuna de Rigny-Ussé, departamento de Indre-et-Loire, a sudoeste de Paris.
Em posição dominante sobre o rio Indre, foi erguido em 1642 com a primitiva função de fortaleza. Posteriormente foi reformado, passando a ser ornado por torres e janelas. Actualmente encontra-se em bom estado de conservação.
Afirma-se que este belo palácio inspirou Charles Perrault (1628-1703) a escrever o famoso conto A Bela Adormecida.

## História

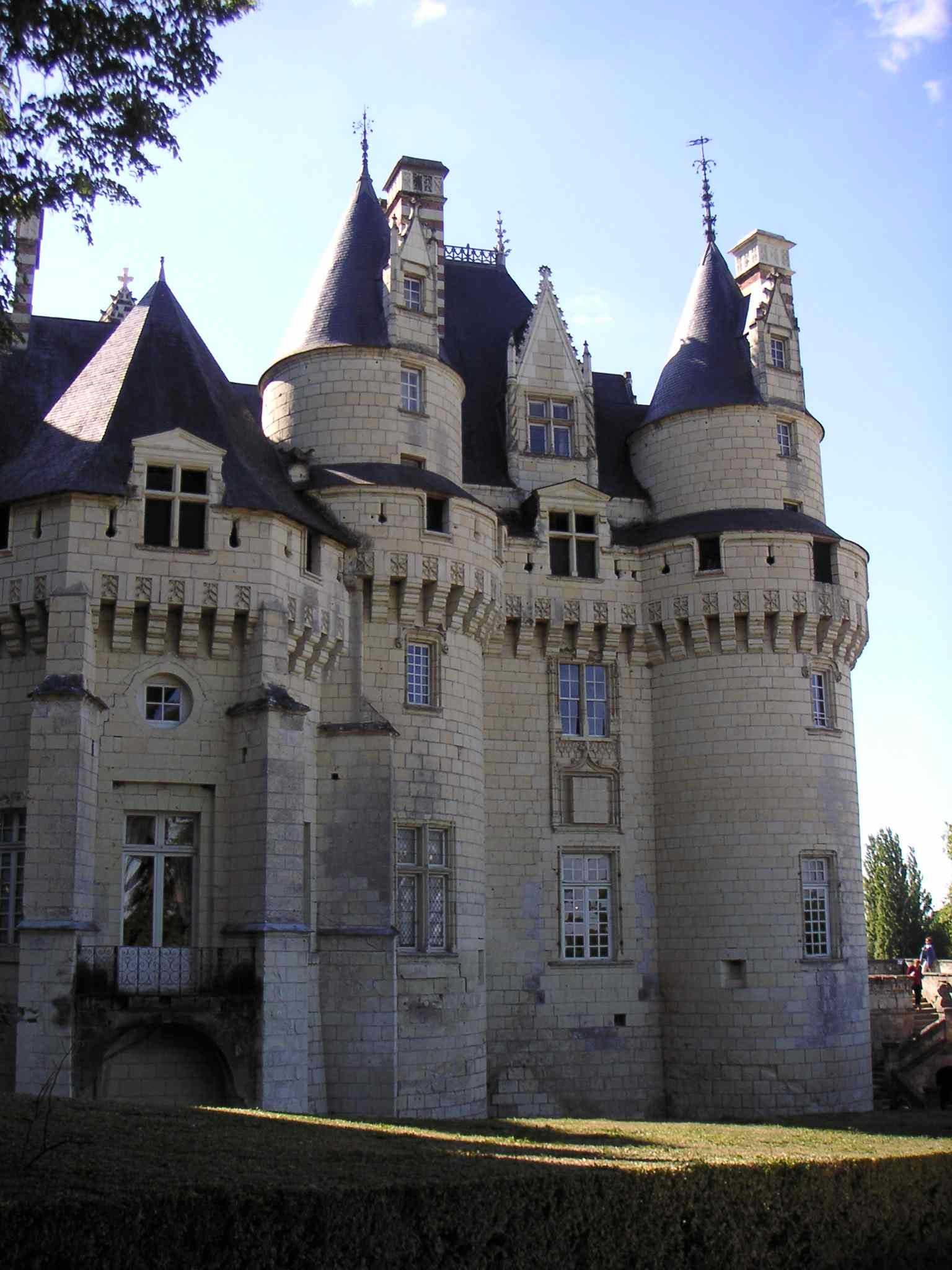
Vista das torres do Castelo de Ussé.

A primeira edificação no local remonta ao século XI, quando o senhor normando de Ussé, Gueldin de Saumur, fez construir uma fortificação, que rodeou com uma paliçada num terreno elevado na margem da floresta de Chinon com vista para o vale do Indre. O lugar passou para a posse do Conde de Blois, que reconstruiu o edifício em pedra.
No século XV, o arruinado castelo foi adquirido por Jean V de Bueil, um capitão-geral de Carlos VII de França que se tornou senhor de Ussé em 1456 e começou a reconstrução na década de 1460: o seu filho, Antoine de Bueil, casou, em 1462, com Jeanne de Valois, a filha natural de Carlos VII com a sua amante Agnès Sorel, a qual levou como dote 40.000 écus de ouro. Foi Antoine quem continuou a construção do edifício após a sua morte, em 1477.

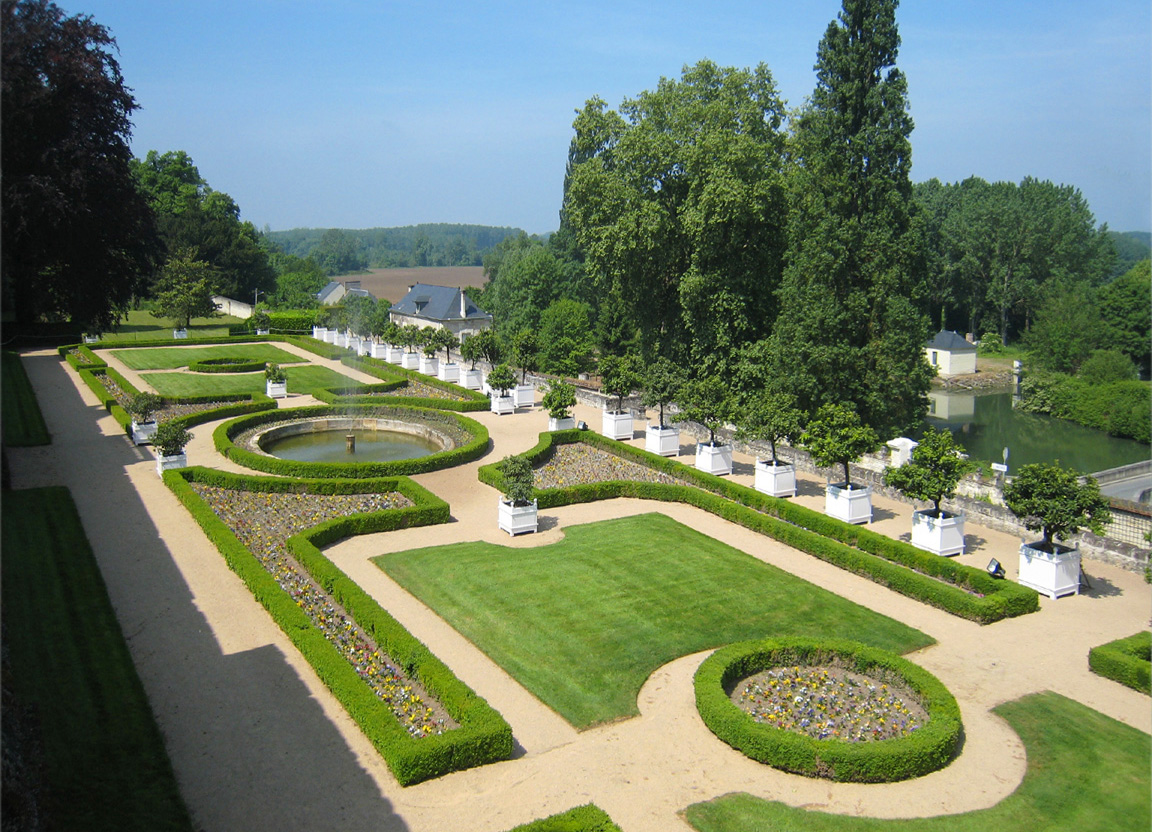
Parterre no parque do Castelo de Ussé.

Em 1485 Antoine estava fortemente endividado, tendo vendido a construção a Jacques d’Espinay, filho dum camareiro do Duque da Bretanha, ele próprio antigo camareiro dos reis  Carlos VII e Luís XI; Espinay deu início à construção da ala este. Depois da morte de Jacques, o domínio passou para o seu filho Charles e para a esposa deste, tendo, no entanto, determinado no testamento que os herdeiros deveriam construir uma grande capela nos terrenos do domínio. Charles e Lucrèce aceitaram esta determinação, construindo uma capela onde foi misturado o estilo gótico flamejante com motivos renascentistas, a qual ficou concluída em 1538. Charles deu, também, início ao processo de reconstrução do edifício dos séculos XV e XVI, o que resultou no aspecto quinhentista-seiscentista que se pode ver actualmente, deixando a sua marca através da colocação das letras "C" e "L" em vários pontos do palácio.

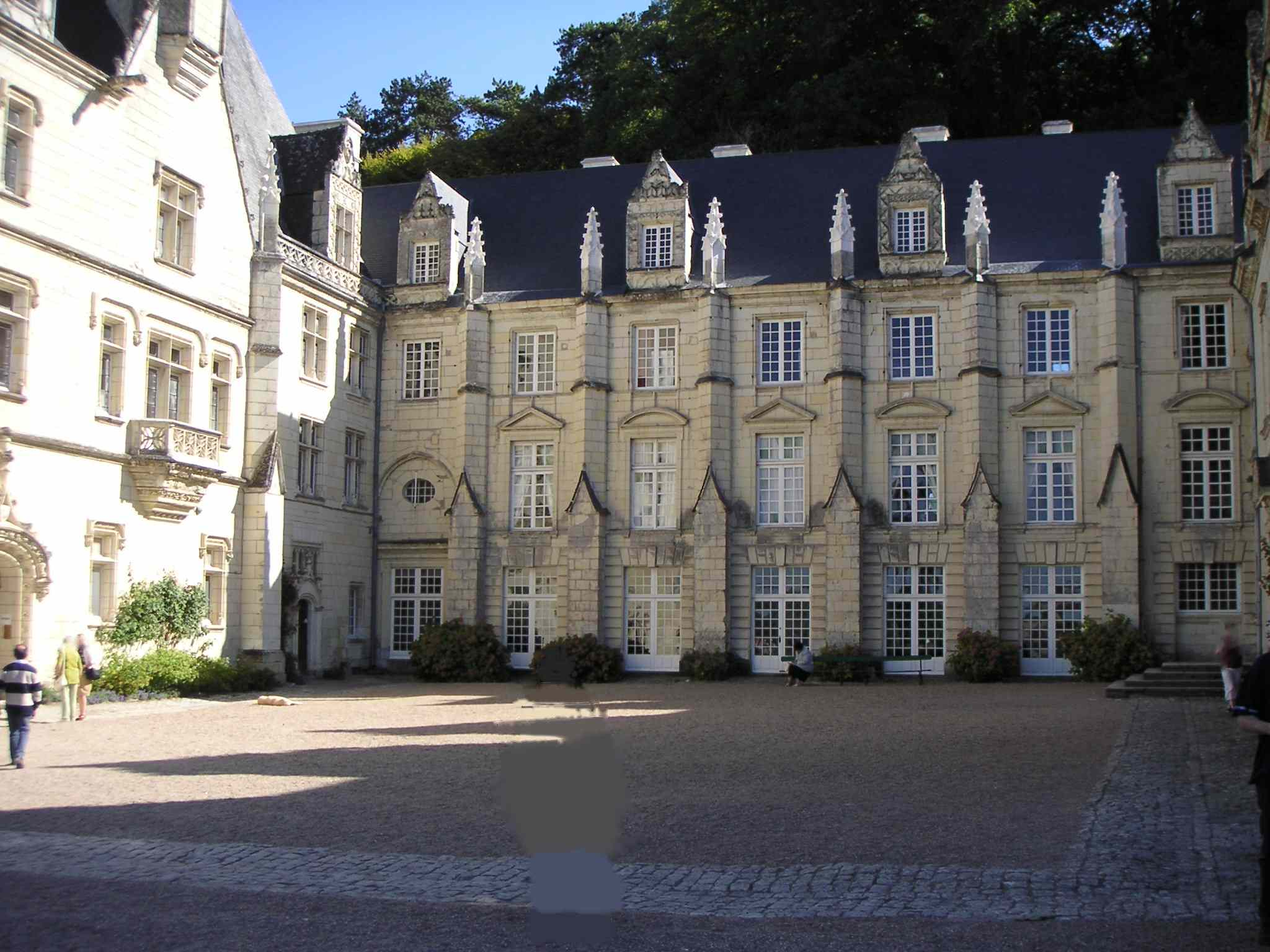
Pátio interior do Castelo de Ussé.

Em 1656, o palácio foi adquirida pelo Marquês Bernin de Valentinay. Nesse mesmo século, Louis I de Valentinay, contador da casa Real, demoliu a enfiada norte de edifícios com o objectivo de abrir o pátio interior à espectacular vista sobre o terraço parterre, segundo desenhos atribuídos a André Le Nôtre. O genro de Valentinay era o engenheiro militar Vauban, o qual visitou Ussé em numerosas ocasiões. A tradição mantém que o Château d'Ussé era o edifício que Charles Perrault tinha em mente quando escreveu o conto A Bela Adormecida.
Mais tarde, o palácio passou para os Rohan. Em 1807, o domínio foi comprado pelo Duque de Duras; François-René de Chateaubriand trabalhou aqui nas suas Mémoires d'Outre-Tombe enquanto convidado da duquesa.
Posteriormente o palácio foi adquirido pela Condessa de la Rochejacquelin, a qual manteve o domínio na sua posse entre 1829 e 1883. Devem-se a esta aristocrata os últimos grandes acrescentos ao conjunto. Posteriormente o Château d'Ussé seria herdado pelo seu sobrinho, o Conde de Blacas, pertencendo actualmente aos descendentes deste.

## Arquitectura

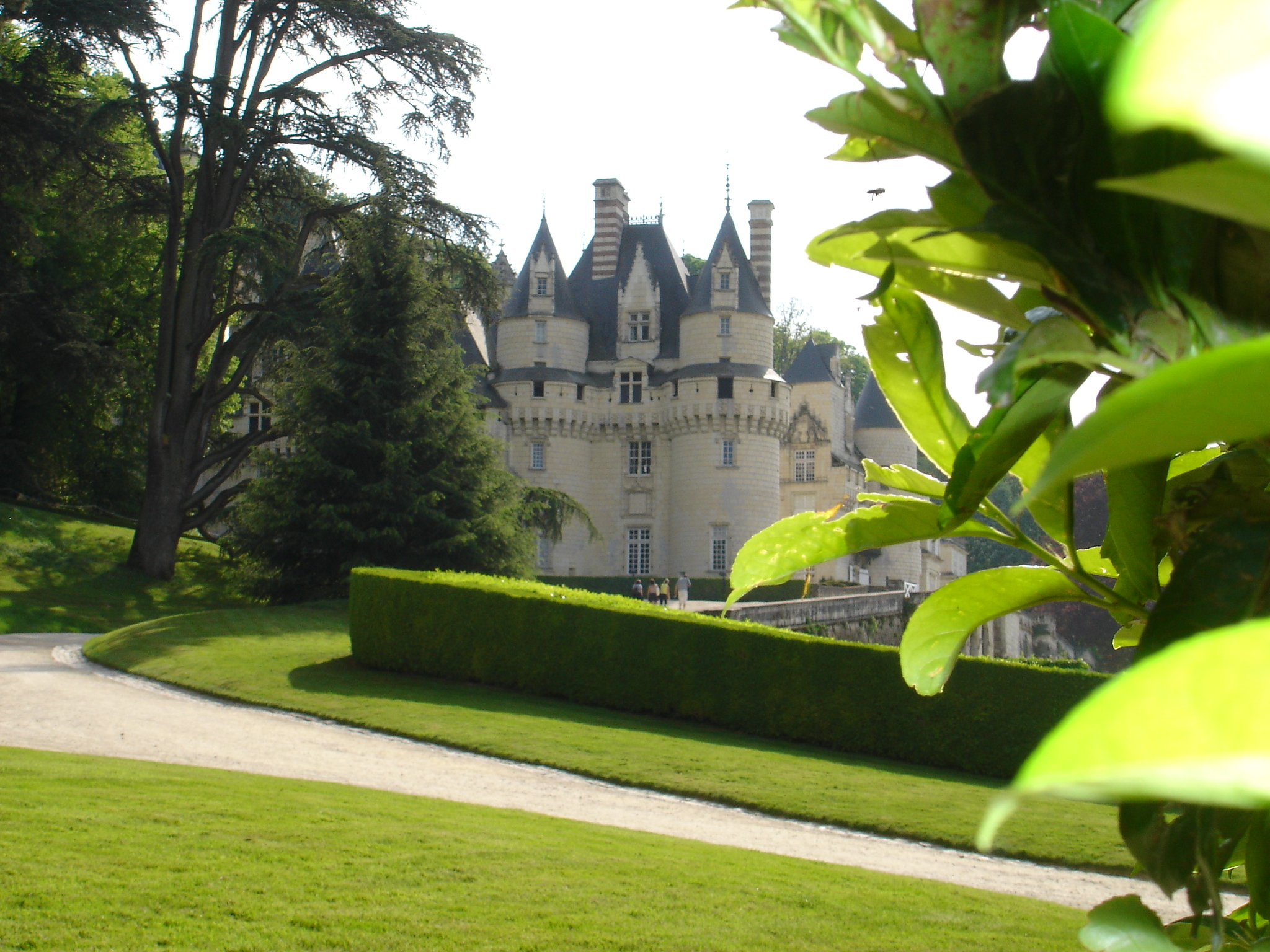
O Castelo de Ussé visto da entrada dos visitantes.

O castelo apresenta dois estilos arquitectónicos, um de inspiração medieval e gótica e outro renascentista. O pátio interior apresenta exemplos destes dois estilos. Esta duplicidade de estilos explica-se pela existência de vários períodos construtivos na história do edifício, sendo os elementos mais antigos datados do século XV, enquanto o palácio só viria a adquirir o seu aspecto actual entre o século XVI e o século XVII.

### Interior e exterior
O castelo contém uma notável colecção de mobiliário. Estes móveis, comprados pelos vários proprietários do edifício, conseguiram sobreviver à Revolução Francesa. Em algumas das salas essão, igualmente, presentes peças de vestuário autênticas, as quais mostram como era a vida antigamente em Ussé.
Tal como acontecia em muitos outros palácios, Ussé possui um quarto Real, apesar de nunca ter acolhido um rei. Os aristocráticos proprietários de palácios eram obrigados a ter um destes quartos nas suas residências, uma vez que o rei poderia chegar a qualquer momento enquanto estava em passeio, necessitando de usufruir da sua hospitalidade. Embora esta sala nunca tenha sido usada, contém belas peças de mobiliário do século XVIII e as paredes ainda estão cobertas com o forro de seda original. Outras áreas específicas são a sala de espera, com uma grande colecção de armas, e a galeria, com tapeçarias antigas.

## O Parque

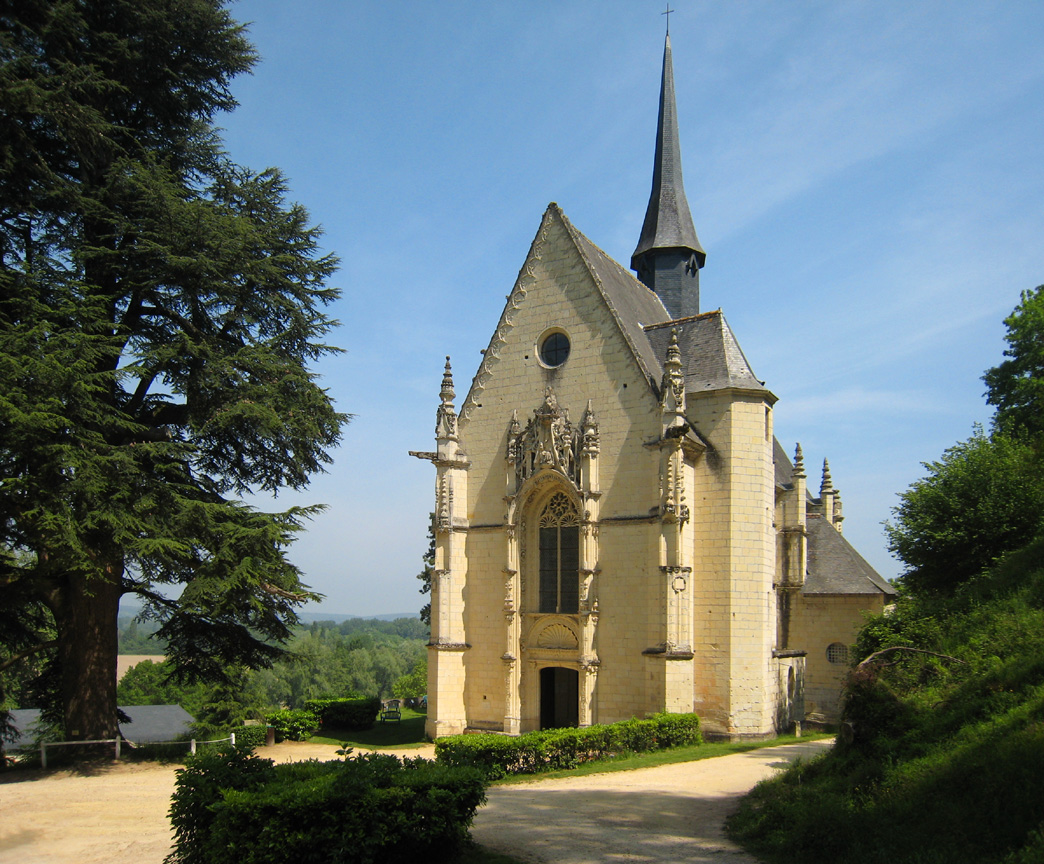
Vista geral da capela no parque do castelo.

O palácio está situado numa colina dividida por terraços, os quais suportam a parte formal do belo parque, decorada com pequenos relvados, fontes e canteiros floridos. No interior do parque foi construída a capela, entre 1520 e 1538 capela, com um sumptuoso interior.  logo atrás do palácio começa a floresta de Chinon.

### Edifícios do parque
Existem várias construções no parque do castelo, nomeadamente:
- o próprio palácio e um pavilhão;
- uma capela;
- cavalariças e uma ferraria, com uma exposição de atrelagens para cavalos;
- os jardins;
- caves;
- uma orangerie (estufa).

### Galeria de imagens da capela

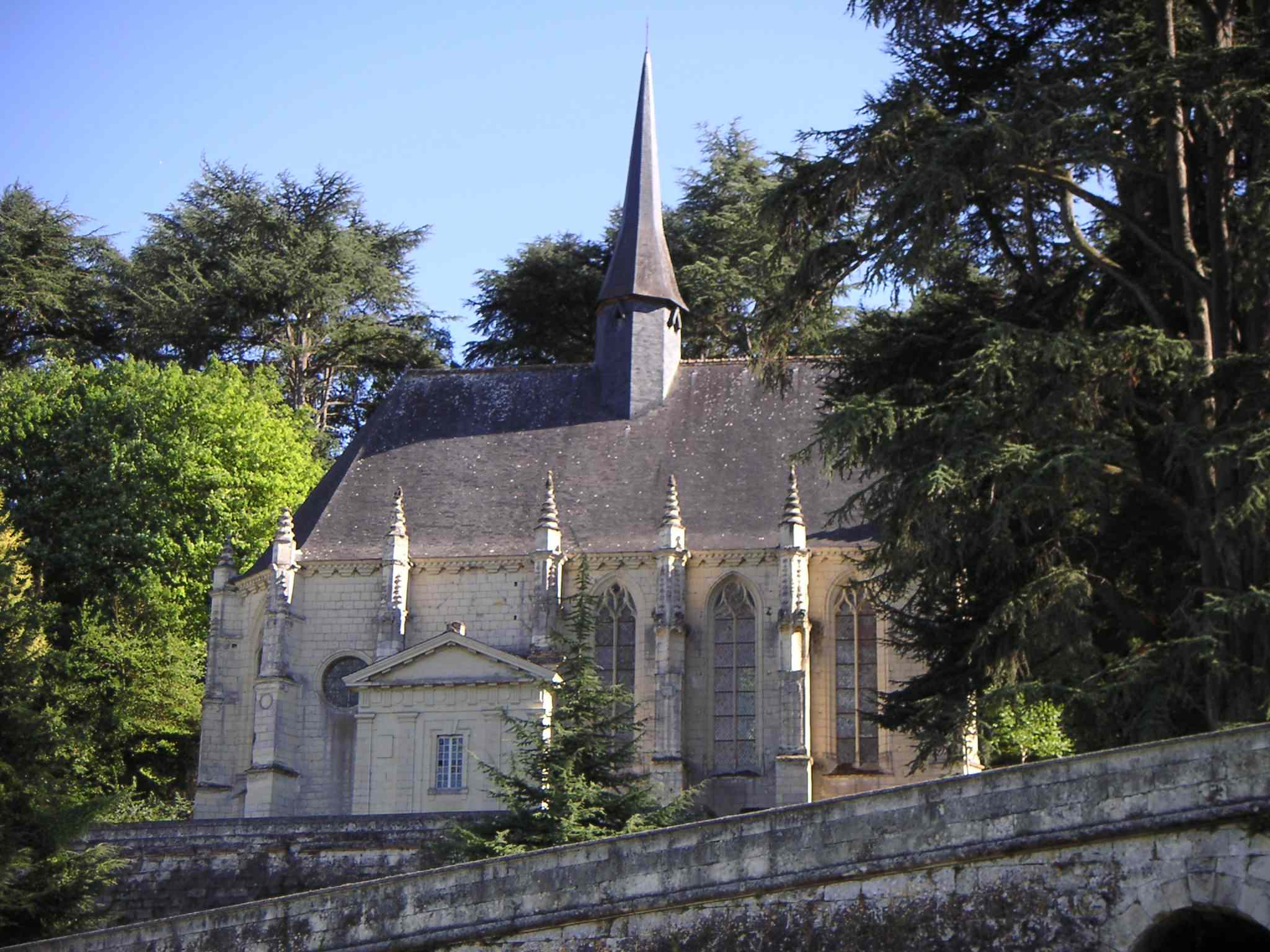
Vista lateral da capela
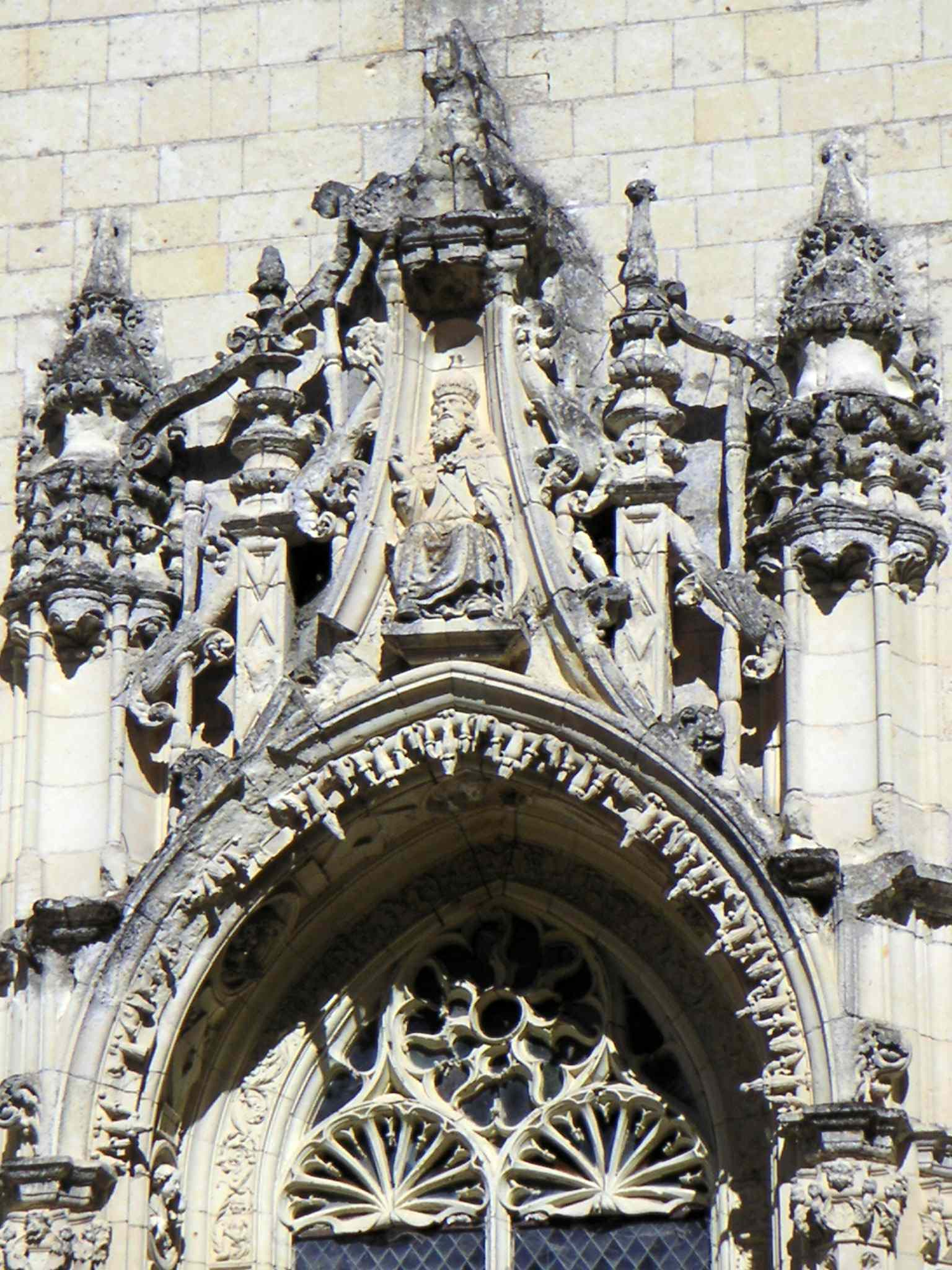
Detalhe do lintel da capela
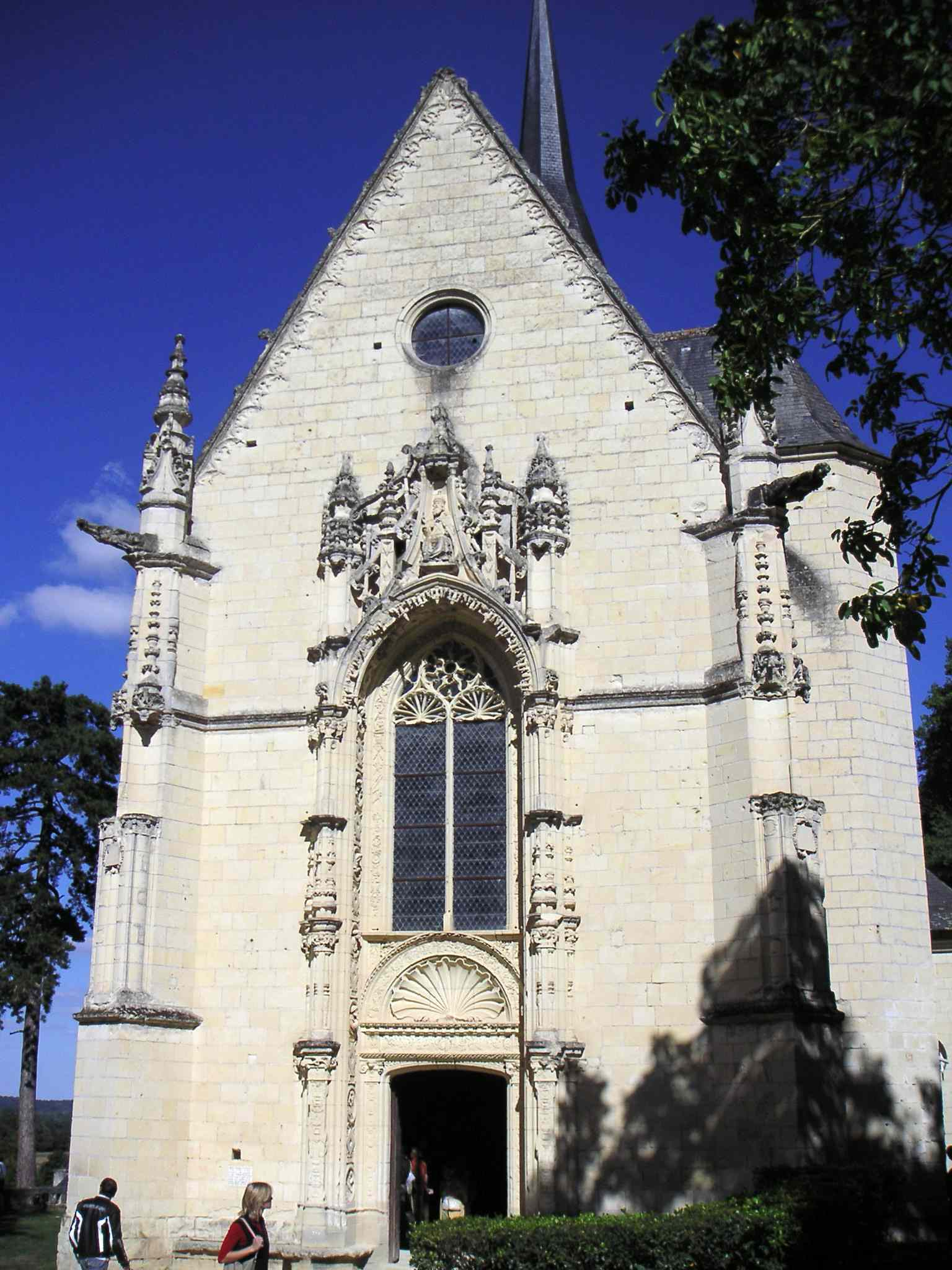
Fachada da capela
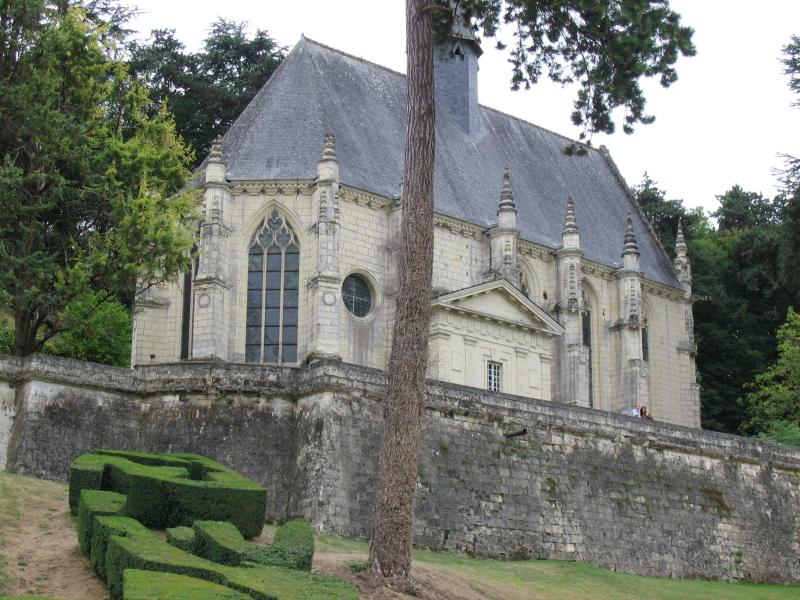
Vista lateral da capela